# Theba pisana

Theba pisana, (білий садовий равлик, равлик піщаного пагорба, білий італійський равлик, середземноморський прибережний равлик і просто середземноморський равлик) - це їстівний вид середньорослих наземних равликів, що дихають повітрям, з родини Helicidae.

## Розповсюдження
Цей вид родом з регіону Середземномор'я, але він став інвазивним видом у багатьох інших країнах. Theba pisana - відомий сільськогосподарський шкідник у багатьох частинах світу.  Колір оболонки варіюється від білого до жовто-коричневого зі світло-коричневими спіральними мітками. 

## Опис
Колір фону мушлі кремово-білий. Позначки, якщо вони є, можуть мати форму безперервних спіральних смуг, спіральних пунктирних ліній або невеликих радіальних плям.
Ширина мушлі 12-25 мм  Висота мушлі 9-20 мм.  Видимі м’які частини світло-жовтуваті з смужками темного кольору, що проходять від боків до верхніх щупалець; щупальця дуже довгі. 

## Практичне використання
Використовується у популярній закусці каракойш у Португалії.

## Галерея

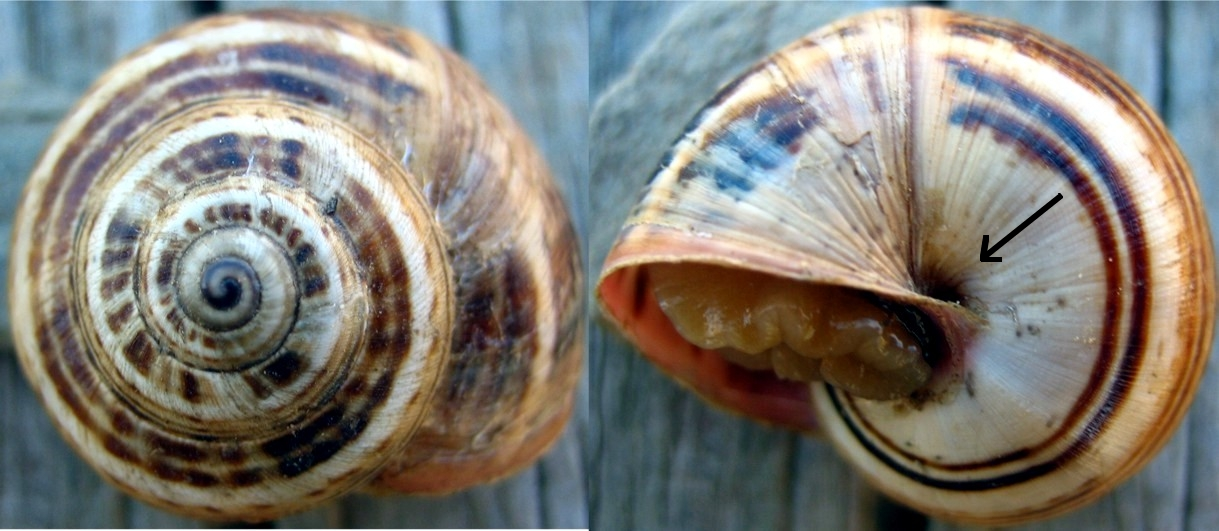
Фото мушлі
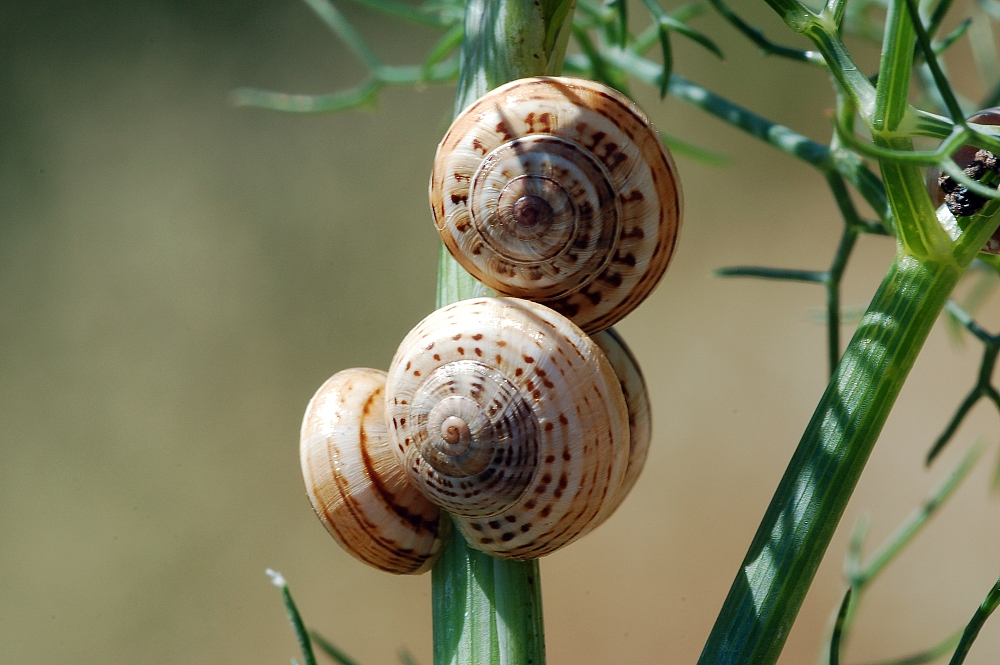
Theba pisana
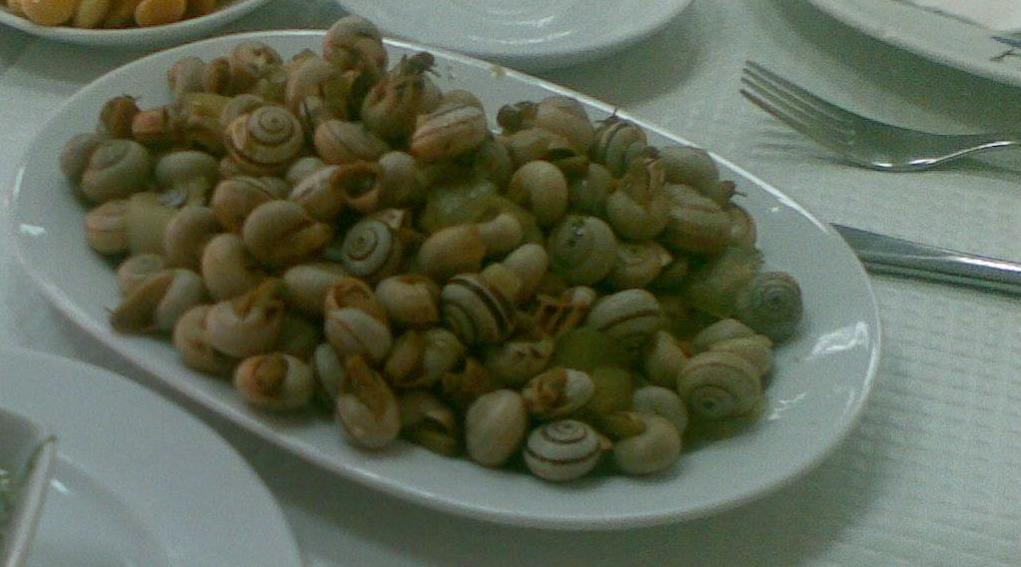
Португальська страва Каракойш